# سوق واقف
سوق واقف یکی از بازارهای مهم شهر دوحه در کشور قطر است. این بازار محل فروش سنتی لباس، حیوانات، پارچه، ادویه‌جات، صنایع دستی و سوغاتی به حساب می‌آید. بخش گردشگری این بازار همچنین دارای رستوران‌های مدرنی است از همه جای جهان که تقریباً همه آن‌ها قلیان نیز سرو می‌کنند.
این بازار با قدمت تقریباً صد ساله، یکی از اصلی‌ترین جاذبه‌های گردشگری شهر دوحه است.

## موقعیت
سوق واقف، در مرکز شهر و بین خیابان‌های مشریب و الریان واقع شده و به شکل پیاده از کورنیش قابل دسترسی است.

## باززنده‌سازی(احیاء)

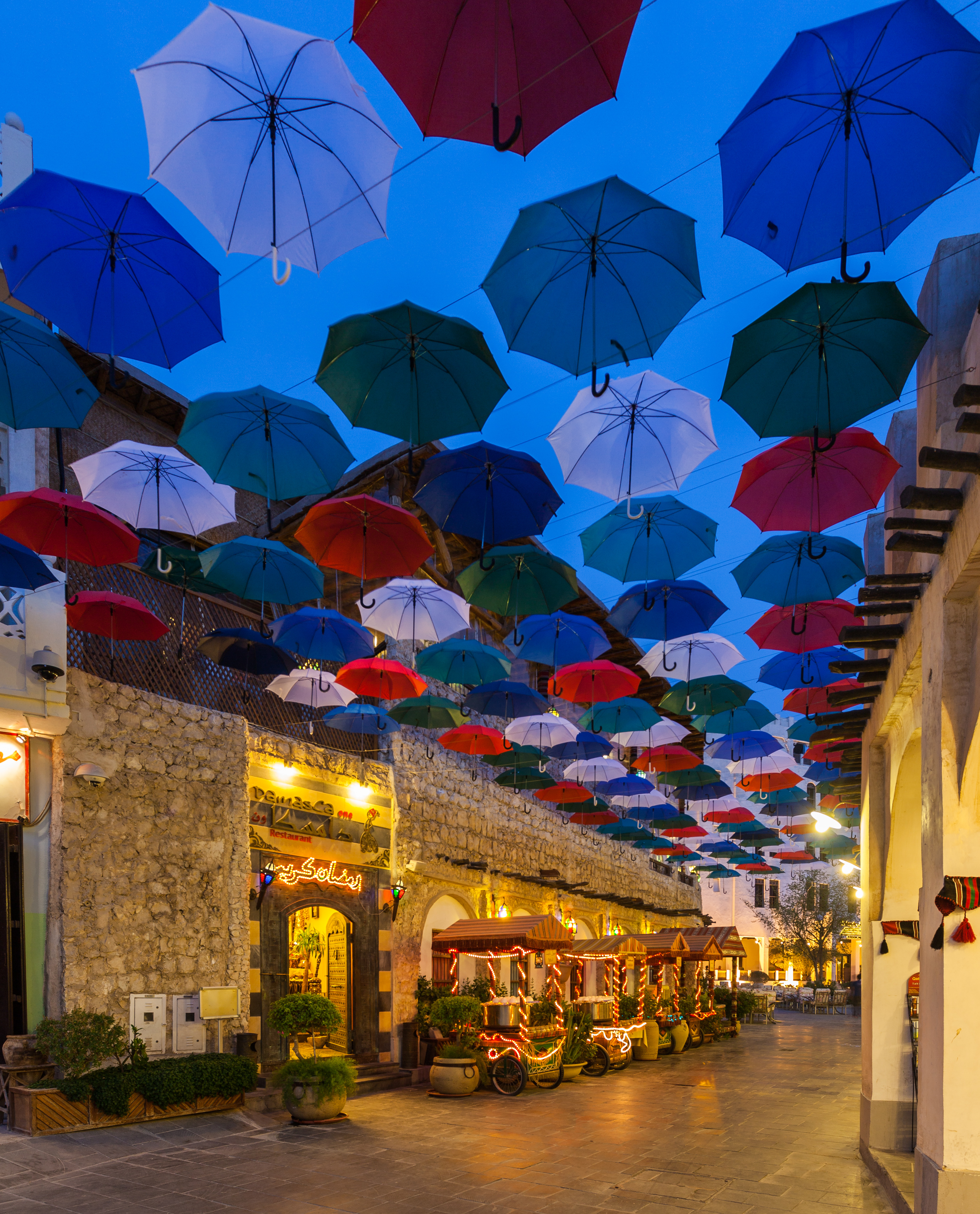
نگاره‌ای از سوق واقف در سال ۲۰۱۳

پروژهٔ باززنده‌سازی(احیاء) بازار با کمک مالی حمد بن خلیفه آل ثانی و همسرش موزا بنت ناصر، توسط محمد علی عبدالله انجام شد.